# Philine Peters-Arnolds
Philine Peters-Arnolds (* 27. November 1954 in Berlin) ist eine deutsche Schauspielerin und Synchronsprecherin.

## Leben
Philine Peters-Arnolds ist die Schwester von Pierre Peters-Arnolds. Insgesamt hat sie über 275 Sprechrollen in Filmen und Serien. Nach ihrer Schauspielausbildung war Philine Peters-Arnolds an vielen Theatern engagiert, wie zum Beispiel auf der Volksbühne Berlin, im Schillertheater, im Hansa Theater Berlin, im Schauspielhaus Bochum, im Millowitsch-Theater in Köln oder auf der Tribühne Berlin.
Sie sprach Marion Ramsey (als Sergeant Laverne Hooks) in einigen Police-Academy-Filmen und Annie Potts als Sekretärin der Ghostbusters. Sie wird darüber hinaus oft auf Joan Cusack besetzt.

## Schauspielerin
- 1978: Drei Damen vom Grill als Susanne, 1. Staffel, Folge 11 Der Klassemann, Folge 12 Traumurlaub

## Sprechrollen (Auswahl)
Joan Cusack
- 1988: Die Waffen der Frauen als Cyn
- 1990: My Blue Heaven als Hannah Stubbs
- 1990: Verrückte Zeiten als Jody
- 1992: Toys als Alsatia Zevo
- 1995: Nine Months als Gail Dwyer
- 1997: In & Out als Emily Montgomery
- 1999: Arlington Road als Cheryl Lang
- 1999: Das schwankende Schiff als Hazel Huffman
- 2003: School of Rock als  Rosalie Mullins

Carol Kane
- 1982: Freitag der 713. als Candy
- 1986: Jumpin’ Jack Flash als Cynthia
- 1995: Zwei Satansbraten außer Rand und Band als Treva Van Arsdale
- 2015–2016: Gotham (Fernsehserie) als Gertrud Cobblepot
- seit 2023: Star Trek: Strange New Worlds (Fernsehserie) als Commander Pelia

Jennifer Tilly
- 1994: Getaway als Fran Carvey
- 1995: Man with a Gun als Rena Rushton
- 2005: Reicher Hund mit Herz als Dolores Pennington

Loretta Devine
- 2006–2013: Grey’s Anatomy (Fernsehserie) als Adele Webber
- 2010: Sterben will gelernt sein als Cynthia
- 2011: Jumping the Broom als Mrs. Taylor

Annie Potts
- 1984: Ghostbusters – Die Geisterjäger als Janine Melnitz
- 1989: Ghostbusters II als Janine Melnitz
- 2021: Ghostbusters: Legacy als Janine Melnitz

Marion Ramsey
- 1984: Police Academy – Dümmer als die Polizei erlaubt als Cadet Laverne Hooks
- 2016: 2 Lava 2 Lantula! als Teddie

Allyce Beasley
- 1990–1991: Das Model und der Schnüffler (Fernsehserie) als Agnes DiPesto
- 1993: Tommyknockers – Das Monstrum als Hilfssheriff Becka Paulson

### Filme
- 1975: Jung und unschuldig – Nova Pilbeam als Erica Burgoyne
- 1981: Eis am Stiel 3 – Liebeleien als Miriam
- 1982: Ferdinand, die Superglatze – Anémone als Bonnie
- 1986: Rhea M – Es begann ohne Warnung – Yeardley Smith als Connie
- 1987: Mondsüchtig – Nada Despotovich als Chrissy
- 1988: Die Geister, die ich rief … – Sachi Parker als Belle
- 1989: Homer und Eddie – Marjorie Bransfield als Betsy, Jesses Schwester
- 1990: Frühstück bei ihr – Rachel Chagall als Rachel
- 1991: Die Commitments – Bronagh Gallagher als Bernie McGloughlin
- 1992: Wayne’s World – Lara Flynn Boyle als Stacy
- 1995: Balto – Ein Hund mit dem Herzen eines Helden – Sandra Dickinson als Dixie
- 1997: Quicksilver Highway – Sherry O’Keefe als Harriet DaVinci
- 1998: Slappy und die Rasselbande – Jennifer Coolidge als Harriet
- 1999: Message in a Bottle – Der Beginn einer großen Liebe – Viveka Davis als Alva
- 1999: American Beauty – Marissa Jaret Winokur als Mr. Smiley’s Verkäuferin
- 2000: Too Much Flesh – Stephnie Weir als Connie
- 2002: Däumling und Däumeline – Jane Leeves als Margaret Käfer
- 2003: Clever & Smart – Berta Ojea als Frl. Ophelia
- 2004: Zwei ungleiche Schwestern – Christiane Millet als Géraldine
- 2006: Das Mädchen, das durch die Zeit sprang – Keiko Yamamoto als ältere Frau
- 2007: Hugo, das Dschungeltier – Auf und davon – Anne Marie Helger als Donna Prima
- 2013: Taffe Mädels – Patty Ross als Briefträgerin
- 2015: Alles steht Kopf – Phyllis Smith als Kummer
- 2016: Wo die wilden Menschen jagen – Rima Te Wiata als Bella
- 2024: Alles steht Kopf 2 – Phyllis Smith als Kummer

### Serien
- 1988–2002: General Hospital – Shell Kepler als Amy Vining
- 1988–1994: Garfield und seine Freunde – Desirée Goyette als Nermal
- 1996: Inspektor Fowler – Härter als die Polizei erlaubt – Serena Evans als Sgt. Patricia Dawkins
- 2004: Barbaren-Dave – Estelle Harris als Lula
- 2006: Little Britain – Stirling Gallacher als Margaret
- 2015–2018: Mozart in the Jungle – Bernadette Peters als Gloria Windsor
- 2017–2021: DuckTales – Margo Martindale als Oma Knack
- 2018–2019: Ninjago – Tabitha St. Germain als Mystaké
- 2021: The Kominsky Method – Christine Ebersole als Estelle (Fernsehserie, 2 Folgen)
- 2023: Navy CIS: L.A. (Fernsehserie) für Audrey Wasilewski als Meredith Huxley

### Computerspiele
- 2013: The Raven: Vermächtnis eines Meisterdiebs
- 2019: Borderlands 3 – Rolle der Ellie[1]
- 2022: Martha is dead – Rolle der Nanny
- 2023: Hogwarts Legacy – Matilda Weasley
- 2023: Assassins Creed Mirage – Roshan

## Hörspiele
- 2017: H.G. Wells: Gruselkabinett Folge 120: Der Unsichtbare (Teil 1 von 2), Titania Medien, ISBN 978-3-7857-5448-1
- 2020: Lady Bedfort Und Die Schreie im Nebel (78)